# Хесус Мена
Хесус Мена (28 травня 1968) — мексиканський стрибун у воду.
Призер Олімпійських Ігор 1988 року, учасник 1992 року.
Призер Панамериканських ігор 1991 року.
Призер літньої Універсіади 1991 року.